# سنگاپور
سَنگاپور با نام رسمی جمهوری سنگاپور (به انگلیسی: Republic of Singapore) یک کشور جزیره‌ای و یک  دولت‌شهر در جنوب‌شرق آسیا است. قلمرو این کشور شامل یک جزیره اصلی، ۶۳ جزیره بزرگ و کوچک اقماری و یک جزیره کوچک دورافتاده است. این کشور در حدود یک درجه عرض جغرافیایی (۱۳۷ کیلومتر یا ۸۵ مایل) در شمال خط استوا، در نزدیکی نوک جنوبی شبه‌جزیره مالایا واقع شده‌است و از غرب با تنگه ملاکا، از جنوب با تنگه سنگاپور و همچنین جزایر ریائو در اندونزی، از شرق با دریای چین جنوبی و از شمال با تنگه جوهر و همچنین ایالت جوهر در مالزی هم‌مرز است.
مساحت سنگاپور حدود ۷۲۸.۶ کیلومتر مربع است؛ کشوری بسیار کوچک که شامل جزیره اصلی و ۶۲ جزیره کوچکتر است. جمعیت سنگاپور در سال ۲۰۲۳ حدود ۵.۶۴ میلیون نفر برآورد شده و تراکم جمعیتی بالغ بر ۷٬۷۷۲ نفر در هر کیلومتر مربع را نشان می‌دهد که یکی از بالاترین تراکم‌ها در جهان است.
سنگاپور، کشوری جزیره‌ای واقع در نوک جنوبی شبه‌جزیره مالایا در جنوب شرقی آسیا، از یک جزیره اصلی و ۶۳ جزیره کوچک‌تر تشکیل شده است. این کشور از زمان استقلال، با پروژه‌های گسترده احیای زمین، مساحت خود را تا ۲۲ درصد افزایش داده است.
زیرساخت‌های سنگاپور در سطح جهانی پیشرو هستند. این کشور میزبان دو فرودگاه عمومی است: فرودگاه بین‌المللی چانگی که مکرراً به عنوان بهترین فرودگاه جهان شناخته می‌شود و فرودگاه سلتار. علاوه بر این، سنگاپور پس از شانگهای، دومین بندر بزرگ کانتینری جهان را در اختیار دارد. سیستم حمل‌ونقل عمومی این کشور، به‌ویژه MRT (حمل‌ونقل سریع انبوه)، بسیار کارآمد و گسترده است که نیازهای حمل‌ونقل ساکنان را به خوبی پوشش می‌دهد. با این حال، مالکیت خودرو در سنگاپور به دلیل هزینه‌های بالای صدور گواهی حق مالکیت (COE) دشوار و گران است. از نظر مسکن، حدود ۹۰ درصد از زمین در سنگاپور متعلق به دولت است و هیئت توسعه مسکن (HDB) آپارتمان‌هایی را برای اکثر شهروندان سنگاپوری فراهم می‌کند.
مکان‌های دیدنی سنگاپور تنوع فراوانی دارند و شامل جاذبه‌هایی مانند فواره ثروت، جاده اورچارد (خیابان خرید معروف)، محله چینی‌ها، کامپونگ گلام، هند کوچک، یونیورسال استودیو، باغ وحش شبانه، و مجموعه‌های نمادین مارینا بی سندز و باغ‌های کنار خلیج می‌شوند.
با وجود توسعه شهری گسترده، سنگاپور تلاش می‌کند تا طبیعت را با محیط شهری خود ادغام کند. نام سنگاپور از کلمه سانسکریت "سینگاپورا" به معنای "شهر شیر" گرفته شده است، اگرچه هیچ شیری به صورت بومی در این منطقه زندگی نمی‌کند. این کشور به دلیل شهرنشینی فزاینده، حدود ۹۰ درصد از جنگل‌های تاریخی خود را از دست داده است، اما با استفاده از فضای سبز عمودی در ساختمان‌ها، به دنبال بازآفرینی ارتباط با طبیعت است. سنگاپور دارای آب‌وهوای جنگل‌های بارانی استوایی با رطوبت بالا است.
از نظر اقتصادی، سنگاپور به دلیل سیاست‌های تجارت آزاد، نرخ مالیات پایین و تأکید بر کارآفرینی، یکی از رقابتی‌ترین اقتصادهای جهان را داراست. در این کشور، کارگران زیر ۵۵ سال موظفند ۲۰ درصد از دستمزد خود را به صندوق مرکزی تأمین اجتماعی (CPF) کمک کنند که یک سیستم تأمین اجتماعی جامع را تشکیل می‌دهد.
از نظر جمعیت و فرهنگ، سنگاپور جمعیتی کمتر از شش میلیون نفر دارد و یکی از پایین‌ترین نرخ‌های باروری در جهان را داراست. بزرگترین گروه قومی در این کشور چینی‌ها هستند و پس از آن مالایی‌ها و هندی‌ها قرار دارند. سنگاپور دارای چهار زبان رسمی است: ماندارین، مالایی، تامیلی و انگلیسی. "سینگلیش" نیز یک زبان محلی است که ترکیبی از انگلیسی با عناصر چینی و مالایی محسوب می‌شود. این کشور به دلیل قوانین سختگیرانه و مجازات‌های شدید، از نرخ جرم و جنایت بسیار پایینی برخوردار است و به عنوان "شهر جریمه" نیز شناخته می‌شود؛ زیرا برای تخلفات خاصی مانند خوردن یا آشامیدن در MRT یا جویدن آدامس نیز جریمه در نظر گرفته شده است.
در عرصه روابط بین‌الملل، سنگاپور با ۱۸۹ کشور روابط دیپلماتیک دارد و عضو کشورهای مشترک‌المنافع است. بریتانیا، ایالات متحده، چین، هنگ‌کنگ و هند از جمله شرکای نزدیک سنگاپور هستند. مالزی و اندونزی نیز به دلیل نزدیکی جغرافیایی و روابط اقتصادی قوی، از نزدیکترین متحدان سنگاپور محسوب می‌شوند.
نرخ باروری در سنگاپور در سطح جهانی بسیار پایین است و به طور متوسط ۱.۱۵ فرزند به ازای هر زن گزارش شده است؛ این مسئله همراه با افزایش امید به زندگی منجر به پیری سریع جمعیت شده است. طبق پیش‌بینی سازمان ملل، تعداد افراد بالای ۶۵ سال بین سال‌های ۲۰۱۹ تا ۲۰۵۰ حدود ۲۱ درصد افزایش خواهد یافت .
ترکیب نژادی جمعیت این کشور به‌صورت تقریباً ۷۴/۳٪ چینی، ۱۳/۵٪ مالایی، ۹٪ هندی و ۳/۲٪ از سایر گروه‌ها است.
در بین اروپایی‌ها نخست بریتانیایی‌ها به سنگاپور رسیدند اما مدت‌ها مورد ادعای پرتغال بود. آن زمان سنگاپور برخلاف سلطان‌نشینان ملاکا (در مالزی) عمدتاً وضع خوبی برای تجارت نداشت و بیشتر محل لنگر کشی کشتی‌های بریتانیایی و زندگی برخی افراد بومی از نژادهای محلی بوده است. بریتانیا بر سنگاپور همراه سلطان نشینان ملاکا و ایالات مالایایی حکومت می‌کرد بنابر این با استقلال مالزی این کشور هم استقلال یافت و جزوی از فدراسیون و کشور مالزی بود که چند سال بعد تبدیل به منطقه‌ای تجاری و مستقل شد.
پیش از حضور کشورهای اروپایی در منطقه، منطقه‌ای که امروزه به عنوان سنگاپور شناخته می‌شود فقط منطقه ماهیگیری مالایی در ریزشگاه رودخانه سنگاپور بود. سنگاپور از سال ۱۸۲۴ تا ۱۹۶۳ میلادی، به غیر از سه سال در زمان جنگ جهانی دوم یکی از مستعمرات بریتانیا بوده است. در سال ۱۹۴۲ سنگاپور که هنوز مستعمره بریتانیا بود، توسط ژاپن اشغال شد و نیروهای بریتانیایی مجبور به ترک آن شدند. وینستون چرچیل این رخداد را «بدترین فاجعه و بزرگ‌ترین تسلیم در تاریخ بریتانیا» نامیده است. سنگاپور پس از پایان جنگ در سال ۱۹۴۵ میلادی دوباره توسط نیروهای بریتانیایی اشغال شد. هجده سال بعد در سال ۱۹۶۳ سنگاپور به عنوان عضوی از فدراسیون مالزی استقلال خود را از بریتانیا به دست آورد. این کشور در نهایت دو سال بعد در سال ۱۹۶۵ از مالزی جدا شد و به این ترتیب جمهوری سنگاپور شکل گرفت.

## ریشهٔ نام
نام «سنگاپور» از واژهٔ مالایی سینگاپورا گرفته شده که خود برگرفته از واژهٔ سنسکریت सिंहपुर (سیمها پورا) به‌معنای «شهر شیر» است. دربارهٔ منشأ این نام‌گذاری دو روایت تاریخی وجود دارد.
بر پایهٔ «سِجارا مِلایو» (وقایع‌نگاری مالایی)، این نام نخستین بار توسط سانگ نیلا اوتاما، شاهزاده‌ای از دودمان سری‌ویجایا، بر این ناحیه نهاده شد. گفته می‌شود که او در جریان شکار در جزیره، جانوری را مشاهده کرد که آن را شیر پنداشت، و این را نشانه‌ای مبارک دانست. او سپس تصمیم گرفت شهری با نام سینگاپورا (شهر شیر) در آنجا بنیان گذارد.
برخی منابع غربی نیز احتمال داده‌اند که این نام‌گذاری ممکن است به راجندرا چولا اول، پادشاه چولاها در جنوب هند، بازگردد که شاید در جریان لشکرکشی‌ها یا نفوذ فرهنگی، این نام را بر منطقه نهاده باشد. همچنین برخی پژوهشگران گمان کرده‌اند که این نام در سدهٔ چهاردهم میلادی توسط راهبان بودایی که شیر را نمادی آیینی می‌دانستند، به این منطقه داده شده باشد.
با وجود این روایت‌ها، مطالعات علمی و زیست‌محیطی نشان می‌دهد که احتمالاً هیچ‌گاه شیری در جزیرهٔ سنگاپور زندگی نمی‌کرده است. جانوری که سانگ نیلا اوتاما مشاهده کرد، به احتمال زیاد ببر بوده است، که در آن زمان در جنوب شرق آسیا فراوان بوده‌اند.
نام این دولت‌شهر در زبان فارسی که با فتحه بر روی سین اول گفته می‌شود از تلفظ این نام در زبان فرانسوی گرفته شده است.

## مردم سنگاپور

### ترکیب قومی‌ـ‌زبانی
جمعیت سنگاپور متنوع است و این تنوع حاصل مهاجرت‌های گسترده در گذشته است. چینی‌ها اکثریت دارند و حدود سه‌چهارم کل جمعیت را تشکیل می‌دهند. مالایی‌ها دومین گروه قومی بزرگ هستند و هندی‌ها در رتبه سوم قرار دارند. هیچ‌یک از این سه گروه عمده، یکدست نیستند.
در میان چینی‌ها، بیش از دوپنجم از استان فوجیان آمده‌اند و به گویش آمی (شیامن) سخن می‌گویند. حدود یک‌چهارم آن‌ها اهل شهر شانتو در استان گوانگ‌دونگ هستند و به گویش تِئوچیو (Teochew) صحبت می‌کنند. گروه کوچکتری نیز از دیگر نقاط گوانگ‌دونگ آمده‌اند. در نتیجه، جامعهٔ چینی‌زبانان از گویش‌هایی استفاده می‌کنند که عموماً برای یکدیگر نامفهوم‌اند.

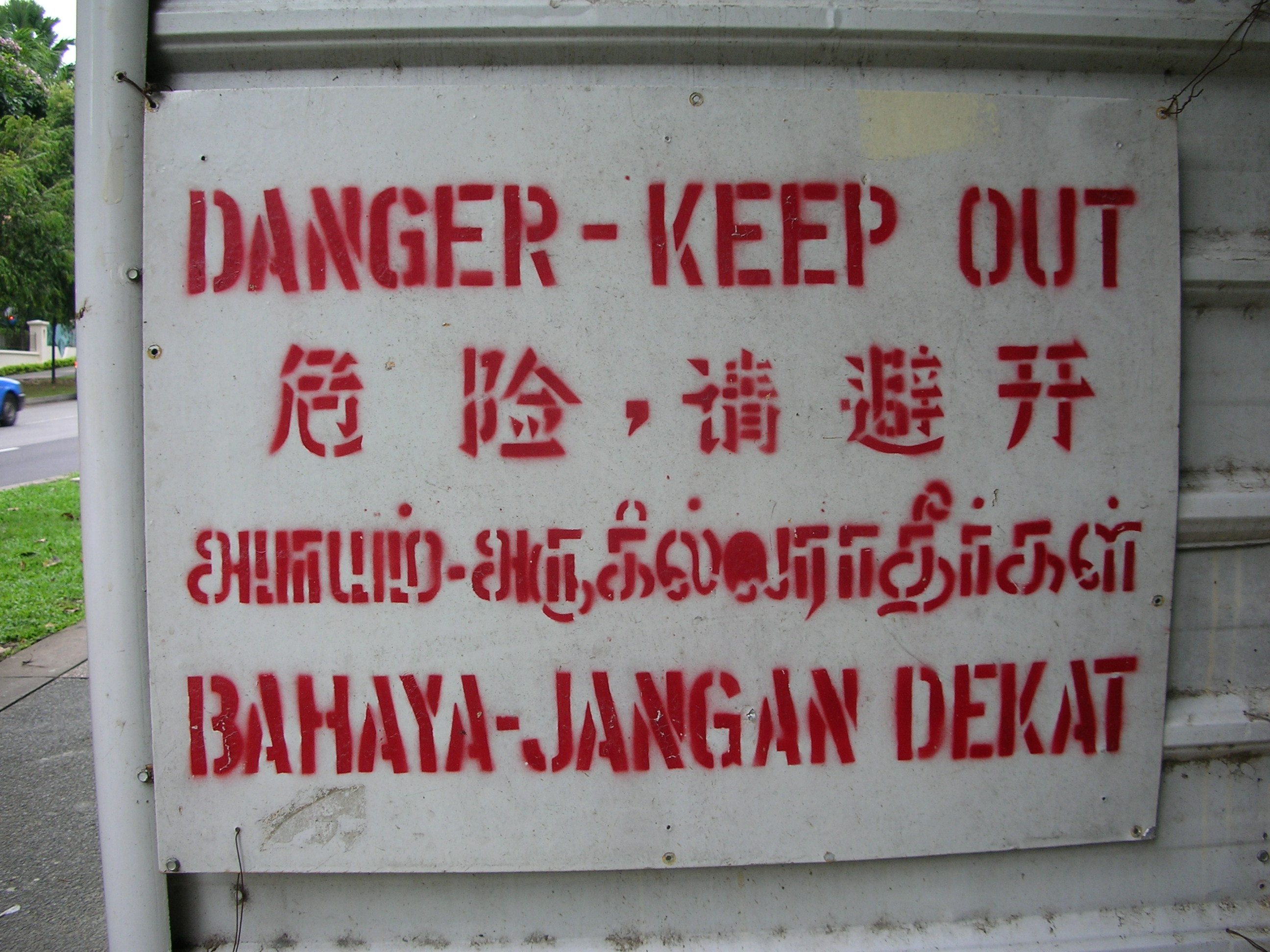
تابلوی خطر به چهار زبان

تفاوت‌های زبانی در میان مالایی‌ها کمتر چشمگیر است، اما این گروه شامل اندونزیایی‌هایی است که به گویش‌هایی مانند جاوه‌ای، بویانی و دیگر لهجه‌ها سخن می‌گویند.
گروه هندی از همه متنوع‌تر است. بیش از نیمی از آنان تامیل‌تبار هستند و دیگران شامل مالایالی‌ها، سیک‌ها، همچنین اجتماعات پاکستانی و سینهالی (اهل سری‌لانکا) می‌شوند.
به‌سبب این گوناگونی قومی، چهار زبان رسمی در سنگاپور به‌رسمیت شناخته شده‌اند: انگلیسی، ماندارین، مالایی و تامیل. انگلیسی زبان اصلی امور اداری، بازرگانی و صنعتی است و همچنین زبان پایهٔ آموزش در مدارس به‌شمار می‌رود. زبان ماندارین، زبان رسمی کشور چین، از مرزهای گویشی فراتر می‌رود و استفاده از آن به‌شدت تشویق می‌شود؛ حدود یک‌سوم دانش‌آموزان به این زبان آموزش می‌بینند. زبان مالایی به‌عنوان زبان ملی کشور تعیین شده و مانند انگلیسی، در ارتباط میان گروه‌های قومی نقشی گسترده دارد، به‌ویژه با توجه به پیوندهای نزدیک سنگاپور با مالزی.
درمجموع ساکنان این کشور با نزدیک به بیست زبان مختلف تکلم می‌کنند که این امر نشان‌دهنده تنوع گسترده زبانی و فرهنگی در سنگاپور می‌باشد. بسیاری از تابلوها و علائم در سنگاپور به چهار زبان رسمی نوشته شده‌اند. در سنگاپور سیاست رسمی آموزشی به ترتیبی است که دانش‌آموزان به‌طور هم‌زمان زبان انگلیسی و زبان مادری خود را می‌آموزند.
برآورد میانگین جمعیت ۶٫۰۴ میلیون نفر در سال ۲۰۲۴ که متشکل از حدود ۴٫۱۸ میلیون شهروند یا مقیم دائمی و حدود ۱٫۸۶ میلیون غیرمقیم (یعنی کارگران خارجی، دانشجویان و وابستگان) است؛ شاخص ورود غیرمقیم تقریباً ۲۹٪ از کل جمعیت را تشکیل می‌دهد  .
نرخ باروری تا سال ۲۰۲۳ به حدود ۰٫۹۷ فرزند به ازای هر زن کاهش یافته است که نشان‌دهنده روند نزولی در تولید نسل است.
امید به زندگی در سال ۲۰۲۲ به میانگین ۸۳ سال رسیده است (۸۰/۷ برای مردان و ۸۵/۳ برای زنان)  .

## مذهب

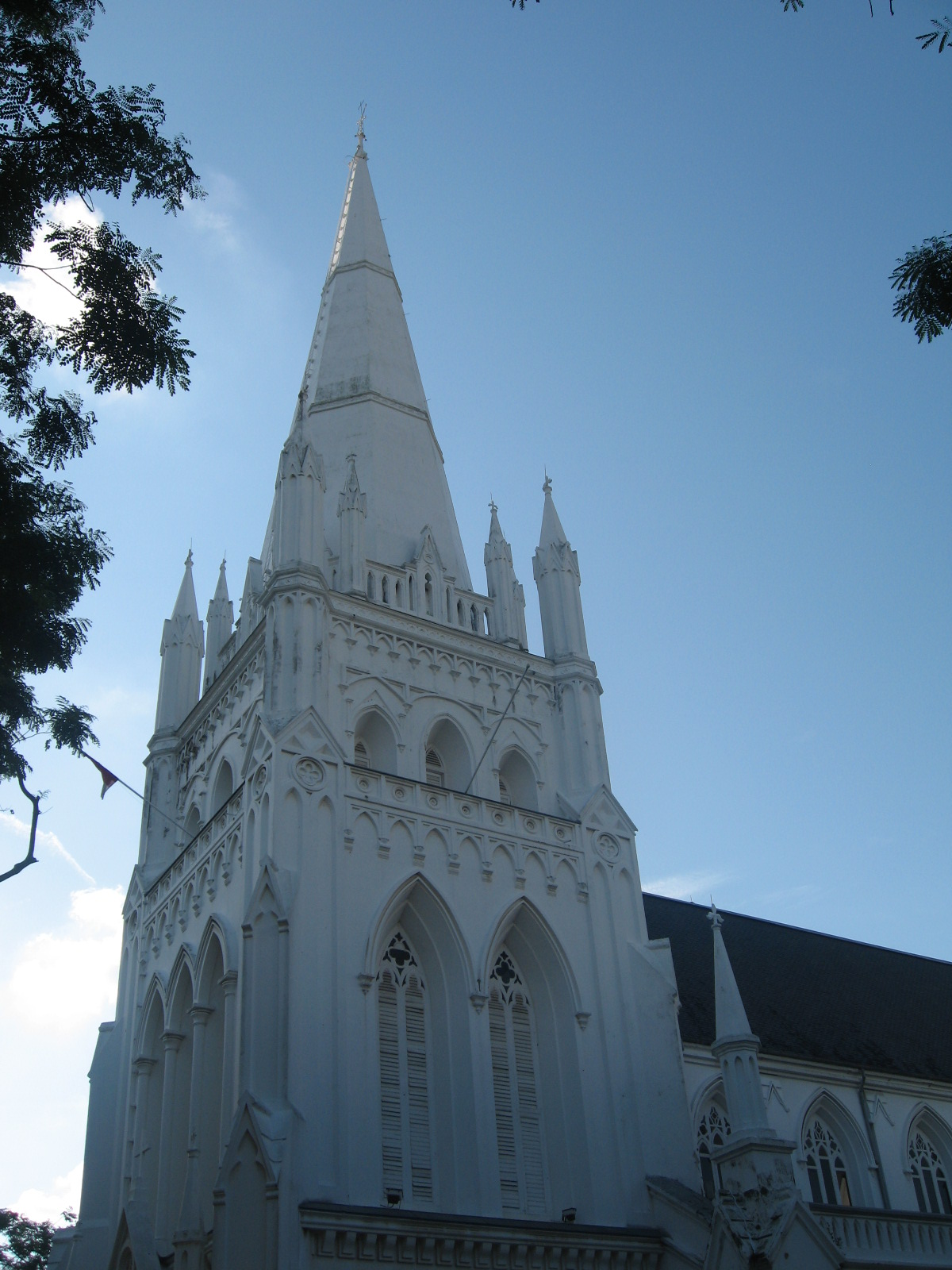
کلیسای جامع سنت اندرو.

سنگاپور یک کشور چند مذهبی است. بر طبق آمار سال ۲۰۱۰ میلادی در مورد افراد بالای ۱۵ سال، ۲۴٪ افراد مقیم سنگاپور (به غیر از گردشگران و کارگران مهاجر) پیرو مذاهب بودایی و تائو هستند. همچنین ۱۸٫۳٪ جمعیت این کشور مسیحی، ۳۷٫۷٪ مسلمان، ۵٫۱٪ هندو و ۰٫۷٪ نیز پیرو ادیان دیگر هستند. ۱۷٪ از جمعیت سنگاپور نیز پیرو هیچ مذهبی نیستند.
وابستگی‌های مذهبی نیز با الگوهای قومی هم‌راستا هستند. حدود دوسوم از چینی‌ها پیرو آیین‌هایی مانند کنفوسیوسی، بودایی یا دائویی هستند یا به ترکیبی از این‌ها باور دارند. تقریباً همهٔ مالایی‌ها و بخشی از هندی‌ها مسلمان‌اند؛ اسلام دین رسمی حدود یک‌هفتم جمعیت سنگاپور است. جمعیت مسیحی نیز به‌سرعت رشد کرده و از نظر تعداد با جمعیت مسلمانان برابری می‌کند؛ تقریباً همهٔ مسیحیان، چینی‌تبار هستند. تقریباً همهٔ باقی‌ماندهٔ جمعیت مذهبی، هندو هستند، گرچه شمار قابل‌توجهی از سنگاپوری‌ها نیز هیچ وابستگی دینی ندارند.

## تاریخ
پیشینهٔ تاریخی سنگاپور به سده‌های میانه بازمی‌گردد، زمانی که این جزیره با نام «تماسک» شناخته می‌شد و در مسیرهای بازرگانی میان جاکارتا و آیوتایا جای داشت. بر پایهٔ برخی روایت‌های اسطوره‌ای، از جمله افسانهٔ سانگ نیلا اوتاما، شهری به نام سی‌نگاپورا در حدود سال ۱۲۹۹ میلادی بنیان نهاده شد، اگرچه اصالت تاریخی این روایت مورد تردید برخی پژوهشگران قرار دارد.
تاریخ نوین سنگاپور با ورود استمفورد رافلز، نمایندهٔ شرکت هند شرقی بریتانیا، در ژانویهٔ ۱۸۱۹ آغاز شد. رافلز با بستن یک پیمان، زمینهٔ استقرار بندری آزاد را در جزیره فراهم کرد. سنگاپور از سال ۱۸۲۶ تا ۱۹۴۲ بخشی از مستعمره‌های تنگه‌ای بود و پس از آن مستقیماً زیر نظر تاج بریتانیا اداره می‌شد. در این دوران، سنگاپور به یکی از مهم‌ترین مراکز بازرگانی دریایی در جنوب‌شرقی آسیا تبدیل شد.
در جریان جنگ جهانی دوم، نیروهای امپراتوری ژاپن در فوریهٔ ۱۹۴۲ سنگاپور را اشغال کردند و این دوره تا سپتامبر ۱۹۴۵ ادامه یافت. در این بازه، جزیره به نام «سیونان‌تو» تحت حکومت نظامی ژاپن قرار داشت و خشونت‌هایی مانند پاکسازی سُوک‌چینگ علیه جمعیت چینی‌تباران رخ داد. با پایان جنگ و تسلیم ژاپن، سنگاپور بار دیگر به کنترل بریتانیا بازگشت و در آوریل ۱۹۴۶ به صورت یک مستعمرهٔ تاجی مستقل درآمد.
در سال ۱۹۵۹، سنگاپور به خودمختاری داخلی دست یافت و در سپتامبر ۱۹۶۳ به مالزی پیوست. با این حال، تنش‌های سیاسی و درگیری‌های نژادی، به‌ویژه شورش‌های ژوئیه و سپتامبر ۱۹۶۴ میان اقوام چینی و مالایی، موجب شد که در ۹ اوت ۱۹۶۵، سنگاپور از مالزی جدا شده و به یک جمهوری مستقل تبدیل شود.
پس از استقلال، تحت رهبری لی کوان یو، سنگاپور با تمرکز بر نوسازی اقتصادی، صنعتی‌سازی، گسترش نظام آموزشی، بهداشت عمومی و مسکن اجتماعی، به یکی از موفق‌ترین کشورهای آسیایی بدل شد. این کشور با وجود نداشتن منابع طبیعی، توانست جایگاه خود را به‌عنوان یک مرکز مالی، صنعتی و لجستیکی جهانی تثبیت کند.

## جغرافیا

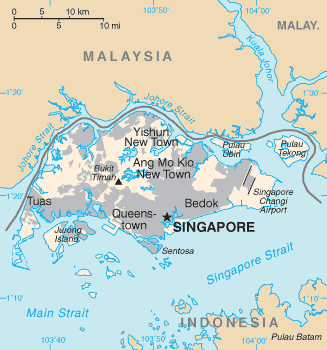
نقشه‌ای کلی از سنگاپور و جزایر و آبراه‌های مجاور

سنگاپور از ۶۳ جزیره تشکیل شده‌است که جزیرهٔ اصلی آن پولائو اوجونگ نام دارد. دو راه ارتباطی ساخت بشر میان سنگاپور و ایالت جوهر در مالزی وجود دارد: پل خاکی جوهر–سنگاپور در شمال و پیوند دوم مالزی–سنگاپور در غرب. جزایر جزیره جورونگ، پولائو تکونگ، پولائو اوبین و سنتوسا از بزرگ‌ترین جزایر کوچک‌تر سنگاپور هستند. بلندترین نقطهٔ طبیعی کشور، تپه بوکیت تیماه، با ارتفاع ۱۶۳٫۶۳ متر قرار دارد.
در دوران استعمار بریتانیا، جزیره کریسمس و جزایر کوکوس (کیلینگ) نیز بخشی از سنگاپور محسوب می‌شدند، اما در سال ۱۹۵۷ به استرالیا منتقل شدند. شرقی‌ترین نقطهٔ خاک سنگاپور پدرا بلانکا است.
پروژه‌های احیای زمین باعث شده‌اند مساحت سنگاپور از ۵۸۰ کیلومتر مربع در دههٔ ۱۹۶۰ به حدود ۷۱۰ کیلومتر مربع در سال ۲۰۱۵ برسد، افزایشی در حدود ۲۲٪ (۱۳۰ کیلومتر مربع). برخی از این پروژه‌ها شامل ادغام جزایر کوچک‌تر از طریق احیای زمین، همانند جزیره جورونگ، برای ایجاد جزایری بزرگ‌تر و کاربردی‌تر بوده است. نوع ماسه‌ای که برای این پروژه‌ها استفاده می‌شود معمولاً از رودخانه‌ها و سواحل تأمین می‌شود، نه بیابان‌ها، و به همین دلیل تقاضای جهانی بالا دارد. در سال ۲۰۱۰، سنگاپور نزدیک به ۱۵ میلیون تن ماسه وارد کرد که منجر به محدود یا ممنوع‌شدن صادرات آن از سوی کشورهای اندونزی، مالزی و ویتنام شد. از سال ۲۰۱۶، سنگاپور از روش پولدر استفاده کرد، روشی که در آن ناحیه‌ای محصور و سپس خشک می‌شود.

### طبیعت

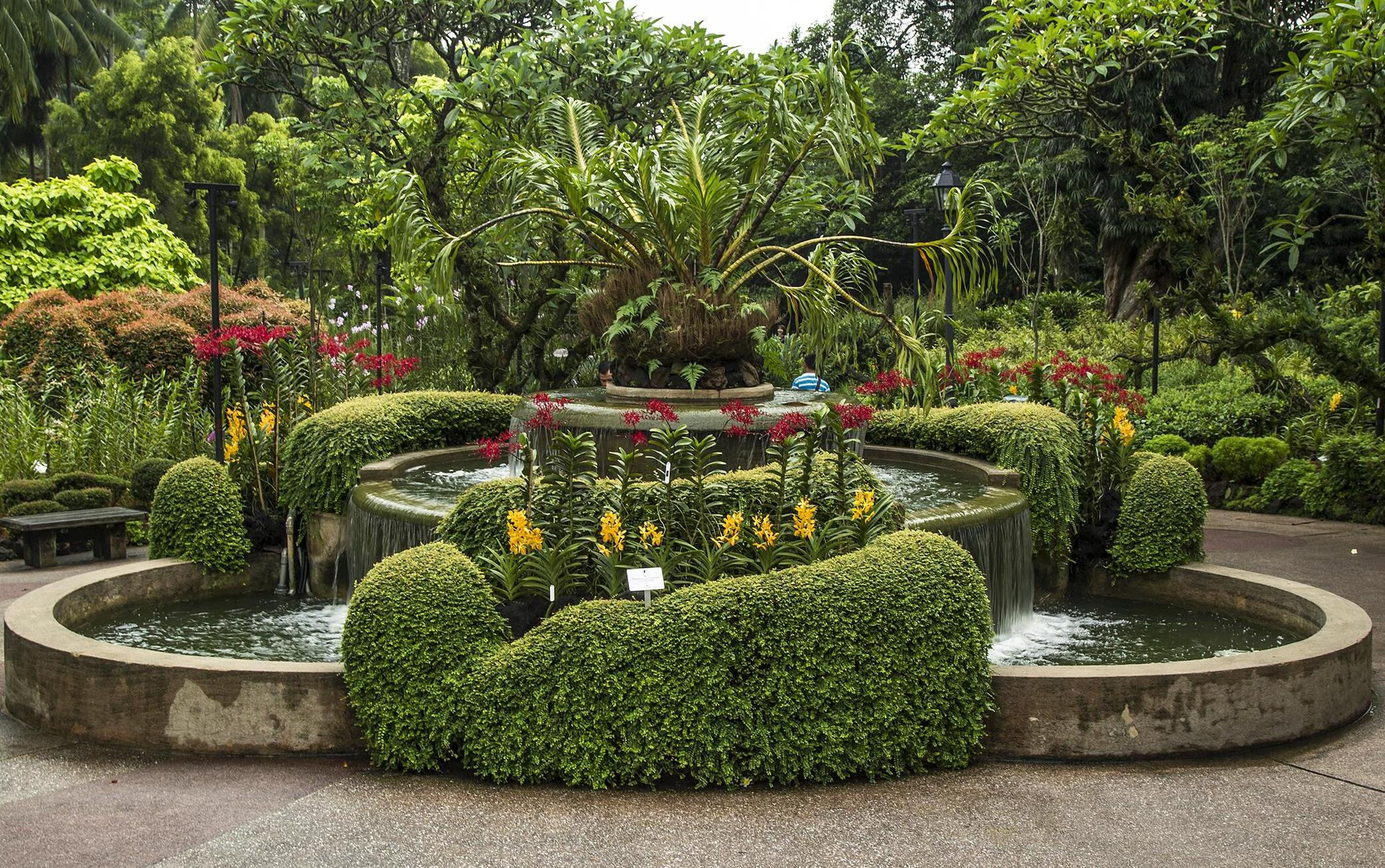
باغ گیاه‌شناسی سنگاپور، میراث جهانی یونسکو و تنها باغ استوایی با این جایگاه

به‌دلیل شهرنشینی گسترده، سنگاپور حدود ۹۵٪ از جنگل‌های طبیعی خود را از دست داده‌است و هم‌اکنون بیش از نیمی از گونه‌های گیاهی و جانوری طبیعی در کشور فقط در ذخیره‌گاه‌هایی مانند ذخیره‌گاه طبیعت بوکیت تیماه و ذخیره‌گاه تالابی سونگی بولو یافت می‌شوند، مناطقی که تنها حدود ۰٫۲۵٪ از کل مساحت کشور را دربرمی‌گیرند. در سال ۱۹۶۷، دولت طرح «شهر باغ» را معرفی کرد تا کیفیت زندگی از طریق فضای سبز افزایش یابد. از آن زمان، تقریباً ۱۰٪ از زمین‌های سنگاپور به پارک‌ها و ذخیره‌گاه‌های طبیعی اختصاص یافته است.

### اقلیم

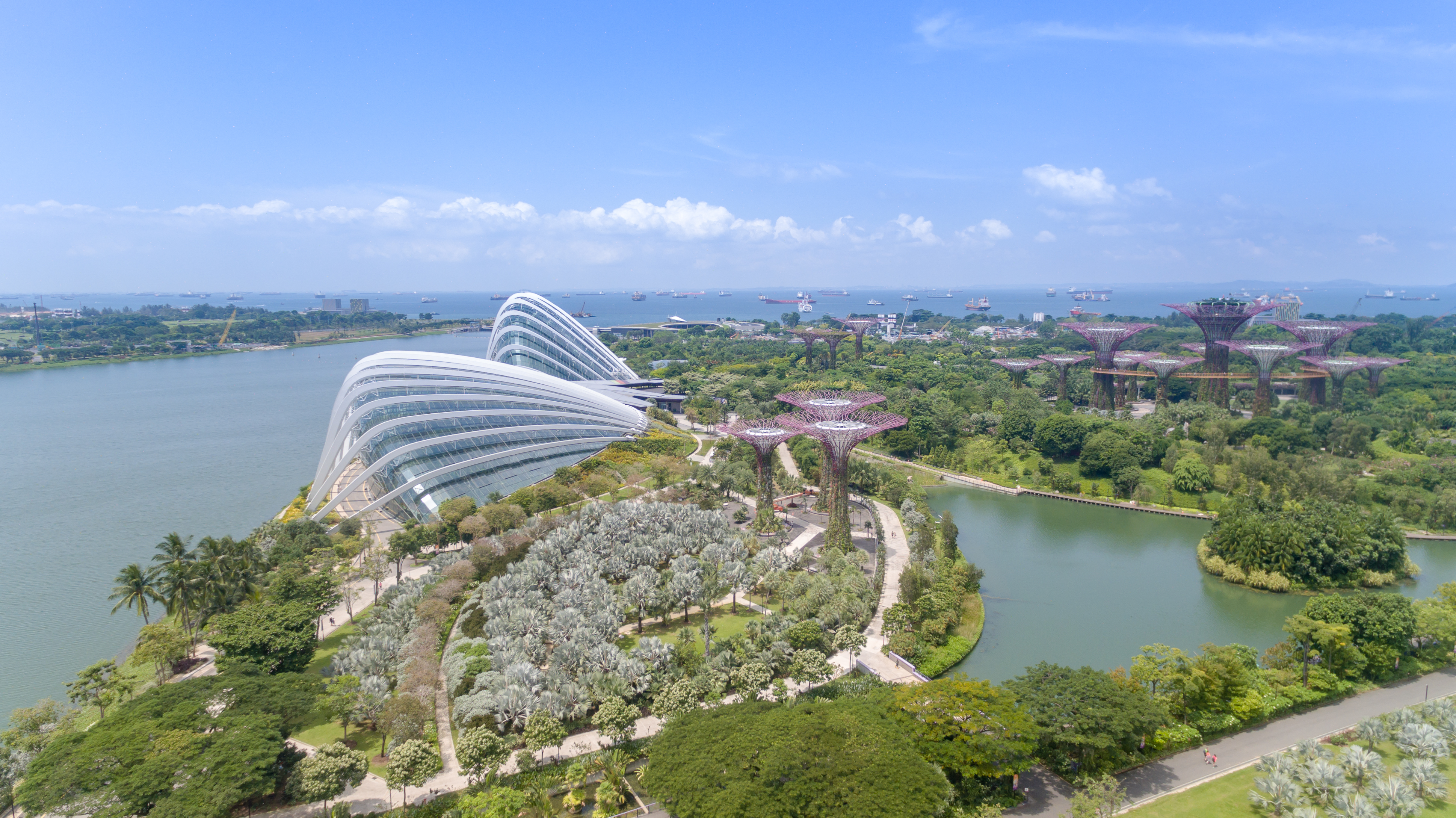
نمایی از «گنبد گل» و «جنگل ابری» در مجموعهٔ Gardens by the Bay

سنگاپور دارای اقلیم بارانی استوایی با طبقه‌بندی کوپن Af است که فاقد فصل‌های متمایز بوده و دارای دمای یکنواخت، فشار ثابت، رطوبت بالا و بارش فراوان است. دما در بازهٔ معمول ۲۳ تا ۳۲ درجهٔ سانتی‌گراد قرار دارد و فصل مونسون از نوامبر تا فوریه ادامه دارد.
از ژوئیه تا اکتبر، معمولاً دود منطقه‌ای جنوب‌شرق آسیا ناشی از آتش‌سوزی جنگل‌ها در سوماترا باعث کاهش دید می‌شود. سنگاپور به‌ رغم موقعیت جغرافیایی‌اش، از منطقهٔ زمانی جی‌ام‌تی+۸ استفاده می‌کند، که طلوع و غروب خورشید را به‌ویژه در فوریه و ژوئیه دیرتر نشان می‌دهد.

### تأمین آب

یکی از تصفیه‌خانه‌های آب سنگاپور که بخشی از استراتژی «چهار منبع ملی آب» است

دولت سنگاپور آب را مسئله‌ای امنیتی می‌داند و به حفاظت از منابع و صرفه‌جویی توجه ویژه دارد. دسترسی به آب در کشور همگانی و باکیفیت است، هرچند پیش‌بینی می‌شود تا سال ۲۰۴۰ با کمبود آب مواجه شود. برای مقابله با این چالش، راهبرد «چهار منبع ملی آب» اجرا شده است: واردات از مالزی، بارورسازی شهری، آب بازیافتی (NEWater) و شیرین‌سازی آب دریا. این سیاست شامل زیرساخت‌ها، قانون‌گذاری، قیمت‌گذاری، آموزش و پژوهش است. سنگاپور هدف دارد تا پایان قرارداد بلندمدتش با مالزی در سال ۲۰۶۱، به خودکفایی کامل در آب دست یابد. پیش‌بینی می‌شود تا سال ۲۰۶۰ مصرف روزانه آب از حدود ۱٫۴ بیلیون لیتر در سال ۲۰۱۰ به حدود ۲٫۸ بیلیون لیتر افزایش یابد؛ ۵۰٪ از این نیاز از آب بازیافتی و ۳۰٪ از طریق شیرین‌سازی تأمین خواهد شد.

## اقتصاد
سنگاپور یکی از موفق‌ترین اقتصادهای بازار را دارد. سنگاپور در کنار کره جنوبی، هنگ کنگ و تایوان یکی از چهار ببر آسیا به‌شمار می‌رود اما این کشور توانست سه رقیب خود را از لحاظ درآمد سرانه پشت سر بگذارد. رشد اقتصادی سنگاپور از سال ۱۹۶۵ تا ۱۹۹۵ به‌طور میانگین سالانه ۶ درصد بود و باعث شد تا شیوه زندگی سنگاپوری‌ها به شدت بهبود یابد.
سنگاپور در سطح جهانی در برخی بخش‌های صنعتی و تجاری سرآمد است. برای نمونه این کشور سومین مرکز بازار تبادل ارز خارجی، سومین مرکز اقتصادی جهان، دومین بازار قمارخانه‌ای، سومین مرکز پالایش و تجارت نفت، بزرگ‌ترین تولیدکنندهٔ تأسیسات نفتی، یکی از بزرگ‌ترین مراکز تعمیر کشتی و مراکز لجستیک جهان است.
شاخص‌های اقتصادی سنگاپور عموماً در بالاترین رده‌ها در دنیا قرار دارد. بر اساس شاخص آزادی اقتصادی این کشور در بالاترین رده‌های جهانی قرار داشته و در طول یک دهه گذشته، سنگاپور رده نخست شاخص آسانی انجام کسب و کار را داشته است. این کشور از لحاظ شاخص احساس فساد در کنار نیوزیلند و کشورهای اسکاندیناوی همواره در رده سالم‌ترین کشورها قرار داشته است.
چندین سال متوالی است که سه مؤسسه بزرگ رتبه‌بندی اعتباری دنیا (مشهور به Big three) سنگاپور را در میان کشورهایی قرار داده‌اند که رتبه اعتباری آن‌ها AAA است. همچنین سنگاپور تنها کشور آسیایی است که توانسته به چنین رتبه‌ای دست پیدا کند.
سنگاپور به خاطر موقعیت جغرافیایی، نیروی کار ماهر، مالیات پایین، زیربنای پیشرفته و برخورد قاطع با فساد توانسته مقدار بسیار زیادی سرمایهٔ خارجی جذب خود کند. سنگاپور در میان کشورهای دنیا یازدهمین ذخیره ارزی خارجی را دارد و توانسته است یکی از بالاترین جایگاه‌ها بر پایه شاخص سرانه سرمایه‌گذاری خالص بین‌المللی را به دست آورد. بیش از ۷۰۰۰ ابر شرکت چندملیتی از ایالات متحده، ژاپن و اروپا در سنگاپور فعال هستند. همچنین ۱۵۰۰ شرکت چینی و تقریباً همین تعداد شرکت هندی در سنگاپور مشغول فعالیت هستند. تقریباً ۴۴ درصد از نیروی کار سنگاپور از افراد غیر سنگاپوری تشکیل شده است.
سنگاپور دومین سرمایه‌گذار بزرگ خارجی در هند است. این کشور چهاردهمین صادرکننده و پانزدهمین واردکننده دنیا به‌شمار می‌رود. سنگاپور توانسته بیش از ۱۰ قرارداد تجارت آزاد با کشورها و مناطق مختلف به امضا برساند. با وجود اقتصاد بازار در این کشور، فعالیت دولت سنگاپور هم سهم بسزایی در اقتصاد این کشور دارد به طوری که ۲۲٪ از تولید ناخالص داخلی را تشکیل می‌دهد.
در سال ۲۰۱۶ واحد اطلاعات مجله اکونومیست، برای سومین سال متوالی سنگاپور را به عنوان گران‌ترین شهر جهان رده‌بندی کرد.
| تولید ناخالص داخلی اسمی (میلیارد) | تولید ناخالص داخلی اسمی سرانه | تولید ناخالص داخلی واقعی (میلیارد) | درآمد ناخالص ملی اسمی (میلیارد) | درآمد ناخالص ملی اسمی سرانه | ذخایر خارجی (میلیارد) | نرخ میانگین برابری ارز (۱دلار آمریکا به دلار سنگاپور) |        |
| --------------------------------- | ----------------------------- | ---------------------------------- | ------------------------------- | --------------------------- | --------------------- | ----------------------------------------------------- | ------ |
| ۲۰۱۱                              | ۳۴۶٬۳۵۳                       | ۶۶٬۸۱۶                             | ۳۴۲٬۳۷۱                         | ۳۳۸٬۴۵۲                     | ۶۵٬۲۹۲                | ۳۷۳٬۹۶۰                                               | ۱٫۲۵۷۳ |
| ۲۰۱۲                              | ۳۶۲٬۳۳۲                       | ۶۸٬۲۰۵                             | ۳۵۴٬۰۶۱                         | ۳۵۱٬۷۶۵                     | ۶۶٬۲۱۶                | ۳۲۴٬۰۸۱                                               | ۱٫۲۴۹۸ |
| ۲۰۱۳                              | ۳۷۸٬۲۰۰                       | ۷۰٬۰۴۷                             | ۳۲۴٬۵۹۲                         | ۳۶۶٬۶۱۸                     | ۶۷٬۹۰۲                | ۳۴۴٬۷۲۹                                               | ۱٫۲۵۱۳ |
| ۲۰۱۴                              | ۳۹۰٬۰۸۹                       | ۷۱٬۳۱۸                             | ۳۸۰٬۵۸۵                         | ۳۷۸٬۳۲۹                     | ۶۹٬۱۶۸                | ۳۴۰٬۴۳۸                                               | ۱٫۲۶۷۱ |
سنگاپور به عنوان یکی از گریزگاه‌های مالیاتی جهان شناخته شده است چون ثروتمندان دنیا در این کشور ملزم به پرداخت مالیات شخصی بالایی نیستند و درآمدهای خارجی در این کشور از مالیات معاف شده است. برای نمونه می‌توان به برت بلوندی میلیونر اتریشی و ادواردو ساورین میلیاردر آمریکایی که از مؤسسان فیس بوک است اشاره کرد که به ترتیب در سال‌های ۲۰۱۳ و ۲۰۱۲ به سنگاپور نقل مکان کرده‌اند. در سال ۲۰۰۹ سنگاپور از فهرست گریزگاه‌های مالیاتی سازمان همکاری و توسعه اقتصادی خارج شد اما در ۲۰۱۵ توسط شبکه عدالت مالیاتی از حیث شاخص پنهانکاری مالی در میان تأمین‌کنندگان خدمات مالی فراساحلی جهان در رده چهارم قرار گرفت. این در حالی است که سنگاپور در آن زمان یک‌هشتم سرمایه‌های فراساحلی جهان را در نظام مالی خود در جریان داشت و «فرصت‌های متعددی برای فرار یا امتناع از پرداخت مالیات در اختیار قرار می‌داد.» در اوت ۲۰۱۶ روزنامه استریت تایمز گزارش داد که اندونزی تصمیم گرفته دو جزیرهٔ خود را به گریزگاه مالیاتی تبدیل کند تا سرمایه‌های از دست‌رفتهٔ خود را از سنگاپور به کشور بازگرداند. در اکتبر ۲۰۱۶ بانک مرکزی سنگاپور به بانک‌های یوبی‌اس و دی‌بی‌اس تذکر داد و مجوز بانک فالکون پرایوت را به دلیل دخالت در رسوایی صندوق سرمایه‌گذاری مالزی لغو کرد.
سنگاپور یکی از کشورهایی است که بیشترین شمار میلیونر را دارد به طوری که از میان هر شش خانوار سنگاپوری، یک خانوار دارایی بیش از یک میلیون دلار آمریکا به شکل نقد دارد. این رقم منهای املاک، کسب و کارها و کالاهای تجملاتی می‌باشد که اگر این موارد نیز محاسبه شود تعداد میلیونرها بیشتر خواهد شد چون قیمت ملک در سنگاپور در میان کشورهای دنیا جزو گران‌ترین‌هاست. در سنگاپور دولت حداقل دستمزد اعلام نمی‌کند چون بر این باور است که تعیین این شاخص به رقابت‌پذیری آسیب می‌زند. همچنین سنگاپور در میان کشورهای توسعه‌یافته یکی از کشورهایی است که بالاترین نابرابری درآمدی را دارند.

### واحد پول
واحد پول سنگاپور دلار سنگاپور است که با نماد S$ نشان داده می‌شود و توسط بانک مرکزی این کشور چاپ می‌شود. پول این کشور از سال ۱۹۶۷ به واسطه رابطه نزدیکی که سنگاپور از گذشته با برونئی داشته با دلار برونئی قابلیت تبادل دارد. بانک مرکزی سنگاپور با استفاده از سیاست‌های پولی باعث می‌شود که برابری نرخ دلار سنگاپور با سایر ارزها در یک محدوده تجاری اعلان‌نشده بالا یا پایین برود. این وضع با طرز عمل بسیاری از بانک‌های مرکزی که با به‌کارگیری نرخ سود اعمال سیاست می‌کنند متفاوت است. هر دلار سنگاپور معادل ۰٫۷۳۷ دلار آمریکاست. (آوریل ۲۰۲۲).

### اشتغال
سنگاپور از گذشته یکی از پایین‌ترین نرخ‌های بی‌کاری را در میان کشورهای توسعه‌یافته داشته است. اندازهٔ بی‌کاری در این کشور در میان سال‌های ۲۰۰۵ تا ۲۰۱۴ هیچ‌گاه از ۴٪ بیشتر نشده است. این رقم در ۲۰۰۵ به قلهٔ ۳٫۱٪ و در جریان بحران مالی جهانی ۲۰۰۹ به ۳٪ رسید. این نرخ در فصل نخست ۲۰۱۵ به ۱٫۸٪ سقوط کرد.
دولت سنگاپور از طریق وزارت توسعه اجتماعی و خانواده برای بی‌خانمان‌ها و افراد نیازمند برنامه‌های کمک‌رسانی زیادی دارد و توانسته است اندازهٔ فقر مطلق را به حد بسیار کمی برساند. در برخی از این برنامه‌ها ماهانه ۴۰۰ تا ۱۰۰۰ دلار سنگاپور به خانوارهای نیازمند پرداخت می‌شود و مخارج بهداشت و درمان و شهریهٔ مدارس این خانوارها از سوی دولت تأمین می‌شود. سنگاپور برای عموم شهروندان خود نیز برنامه‌های رفاهی پرشماری برقرار کرده است، برای مثال دولت به ساکنان سنگاپور مبلغی پرداخت می‌کند تا به ورزشگاه‌های عمومی رفته و ورزش کنند. همچنین دولت برای تولد هر نوزاد مبلغی که حداکثر به ۱۶۶٬۰۰۰ دلار می‌رسد به خانواده‌ها می‌پردازد. از دیگر برنامه‌های مشابه می‌توان به نظام بهداشت و درمان یارانه‌ای، کمک مالی به معلولان، تحویل لپ‌تاپ ارزان به دانش‌آموزان تنگدست، تخفیف در هزینه‌های گوناگون مانند ترابری همگانی، صورت‌حساب‌های خدمات دولتی و غیره را اشاره کرد.
هر چند کارگران خارجی بخش بزرگی از نیروی کار سنگاپور را شامل می‌شوند اما دولت می‌خواهد نسبت به کاهش شمار ایشان تصمیم‌گیری نماید چون هم‌اکنون حدود ۸۰٪ از کارگران بخش ساخت و ساز و ۵۰٪ از کارگران بخش خدمات، خارجی هستند. سازمان مهاجرت و مرزهای سنگاپور مسئول اعلام معیارهای لازم برای اقامت دائم در سنگاپور است.

### صنعت

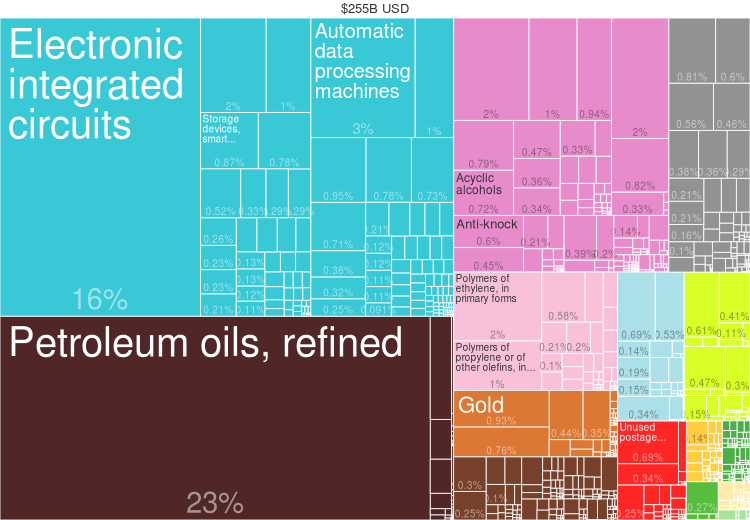
صادرات سنگاپور بر مبنای نوع محصول (۲۰۱۴)

اقتصاد این کشور متنوع است اما سه بخش بزرگ آن مشتمل بر بخش خدمات مالی، تولید صنعتی و پالایش نفت است. اصلی‌ترین کالاهای صادراتی سنگاپور را فراورده‌های نفتی، مدارهای مجتمع، رایانه و محصولات زیست‌پزشکی است. این بخش‌ها ۲۷٪ از تولید ناخالص داخلی سنگاپور را در ۲۰۱۰ تأمین کرده‌اند. در سال ۲۰۰۶ سنگاپور ۱۰٪ از قرص سیلیسیم جهان که در ساخت تراشه‌های الکترونیکی و دیگر ریزابزارها کاربرد دارد را تولید کرد.
بزرگ‌ترین شرکت‌های سنگاپوری در بخش‌های مخابراتی، بانکداری، ترابری و تولید قرار دارند. بسیاری از آن‌ها در آغاز کار، دولتی بودند و از همان زمان در بورس سنگاپور وارد شدند. برخی از این شرکت‌ها سینگ‌تل، شرکت مهندسی اس‌تی، کپل کورپوریشن، اوسی‌بی‌سی بانک، دی‌بی‌اس بانک، یونایتد اورسیز بانک هستند. بلومبرگ در سال ۲۰۱۱ و در میان بحران مالی جهانی طی چند نظرسنجی، بانک‌های اوسی‌بی‌سی، دی‌بی‌اس و یونایتد اورسیز بانک را به ترتیب در ردیف‌های اول، پنجم و ششم از فهرست «قوی‌ترین بانک‌های جهان» معرفی کرد.
مشهورترین برندهای سنگاپوری در دنیا عبارتند از سنگاپور ایرلاینز، فرودگاه چانگی سنگاپور و بندر سنگاپور. این سه توانسته‌اند بیش از رقبای خود جوایز جهانی را دریافت کنند. مجله فرچون در نظرسنجی سالانه خود تحت عنوان «۵۰ شرکت تقدیرشده در سطح جهان» در سال ۲۰۱۵، شرکت سنگاپور ایرلاینز را به عنوان تقدیرشده‌ترین شرکت هواپیمایی آسیا و نوزدهمین شرکت تقدیرشده هوایی جهان شناخت. مجله Travel + Leisure آمریکا در نظرسنجی‌هایی که از خوانندگان خود کرده، سنگاپور ایرلاینز را به مدت ۲۰ سال متوالی به عنوان بهترین ایرلاین بین‌المللی انتخاب کرده است. فرودگاه چانگی سنگاپور ۱۰۰ ایرلاین را به ۳۰۰ شهر جهان متصل می‌کند. این قطب راهبردی بین‌المللی تا سال ۲۰۱۵ توانسته بود ۴۸۰ جایزه تحت عنوان «بهترین فرودگاه جهان» به دست آورد و به این ترتیب بهترین فرودگاه در سطح جهان شناخته شود.

### گردشگری

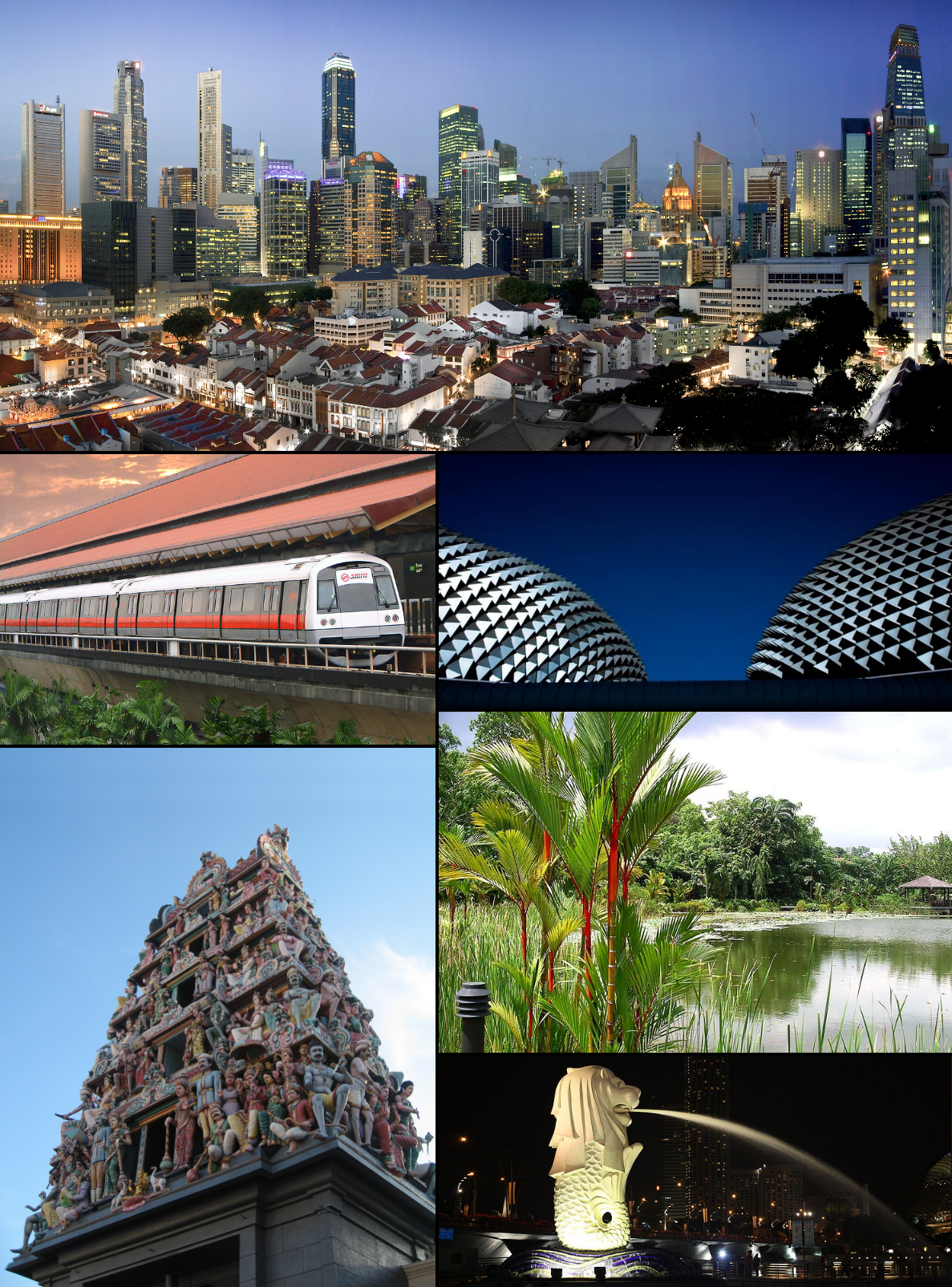

سنگاپور دارای یکی از معتبرترین پاسپورت‌های جهان است. صنعت گردشگری، یکی از منابع عمده درآمد سنگاپور است. جاذبه‌های طبیعی فراوان، تنوع قومی، استفاده از زبان انگلیسی به عنوان یکی از زبان‌های اصلی و شبکه حمل و نقل گسترده و کارآمد، از جمله دلایل محبوبیت این کشور در بین جهانگردان است. تنها در سال ۲۰۱۷، ۱۷ میلیون گردشگر از سنگاپور دیدن کردند. دولت برای گسترش این بخش، کازینوها را در سال ۲۰۰۵ قانونی اعلام کرد اما فقط دو مجوز برای مراکز مجتمع صادر کرد تا بتواند از پولشویی و اعتیاد جلوگیری کند. سنگاپور خود را به عنوان قطب گردشگری پزشکی هم تبلیغ می‌کند و به این ترتیب توانسته سالانه حدود ۲۰۰ هزار خارجی را برای درمان به کشور جذب کند. هدف سنگاپور جذب ۱ میلیون گردشگر پزشکی است تا بتواند از این راه ۳ میلیارد دلار درآمد سالانه داشته باشد. در سال ۲۰۱۵ لونلی پلانت و نیویورک تایمز، سنگاپور را به ترتیب به عنوان نخستین و ششمین مقصد جذاب گردشگری معرفی کردند.
از جمله مراکز مورد علاقه جهانگردان می‌توان از محله اورچارد رود شامل مراکز خرید بزرگ، باغ وحش سنگاپور، باغ پرندگان جورونگ و جزیره گردشگری سنتوزا نام برد. این جزیره دارای جاذبه‌ها و فعالیت‌های بسیاری برای کودکان و بزرگسالان است که از جمله شامل نمایش آتش بازی شبانه، پارک دلفین‌ها، پارک پروانه‌ها و سینمای چهاربعدی می‌شود.
از نقاط دیدنی سنگاپور هتلی به نام مارینا بی‌سندز است که به شکل یک کشتی بر روی ۳ ساختمان بلند ساخته شده و استخری دارد که انتهای آن این ذهنیت را تداعی می‌کند که شناگران در حال افتادن از ساختمان هستند. پارک تفریحی یونیورسال استودیو که نمایش‌ها و وسایل بازی آن برپایه محصولات این استودیو طراحی شده، یکی دیگر از جاذبه‌های گردشگری سنگاپور است.
دیدنی‌ها:
- معبد سری ماریامان
- موزه آرت ساینس در مارینا بی‌سندز
- باغ ملی ارکیده
- جنگل ابر سنگاپور
- معبد تان سی چونگ چو سنگاپور[۹۱]

واردات، فروش و مصرف آدامس در سنگاپور ممنوع است. هم چنین سیگار کشیدن در بسیاری قسمت‌های سنگاپور ممنوع است و به‌طور مرتب تعداد مکان‌های شامل این ممنوعیت در حال افزایش می‌باشد. نگهداری افیون ( موادمخدر) بالاترین جزا را در سنگاپور در پی دارد و گاهی دستگیر شدگان در زندانهای سنگاپور به دار آویخته و کشته می‌شوند. روز ۹ آذر ۱۴۰۳ یک شهروند ایرانی سنگاپوری بنام مسعود رحیمی که در ۲۱ سالگی به جرم داشتن ۳۰ گرم افیون دستگیر شده بود، پس از سپری کردن ۱۵ سال زندان، در یکی از زندانهای سنگاپور به دار آویخته شد.
بر اساس رده‌بندی ۲۰۲۱ شاخص جهانی گذرنامه، گذرنامه سنگاپوری قوی‌ترین گذرنامه پس از ژاپن در سطح جهان معرفی شد. دارندگان گذرنامه سنگاپوری می‌توانند بدون نیاز به گرفتن ویزا یا با گرفتن ویزا در مبادی ورودی به ۱۹۲ کشور سفر کنند.
سنگاپور یک قطب آموزشی نیز هست به طوری که تنها در سال ۲۰۰۶، بیش از ۸۰ هزار دانشجوی خارجی در آن تحصیل می‌کردند. ۵۰۰۰ تن از این دانشجوها مالزیایی‌هایی هستند که روزانه از مرز رد می‌شوند تا به مدارس سنگاپوری برسند. در سال ۲۰۰۹ از کل دانشجویان دانشگاه‌های سنگاپور، ۲۰٪ خارجی بودند که بیشترین حدی است که دولت اجازه داده است. اکثریت این دانشجویان از کشورهای عضو آسه‌آن، چین و هند هستند.

## زیرساخت

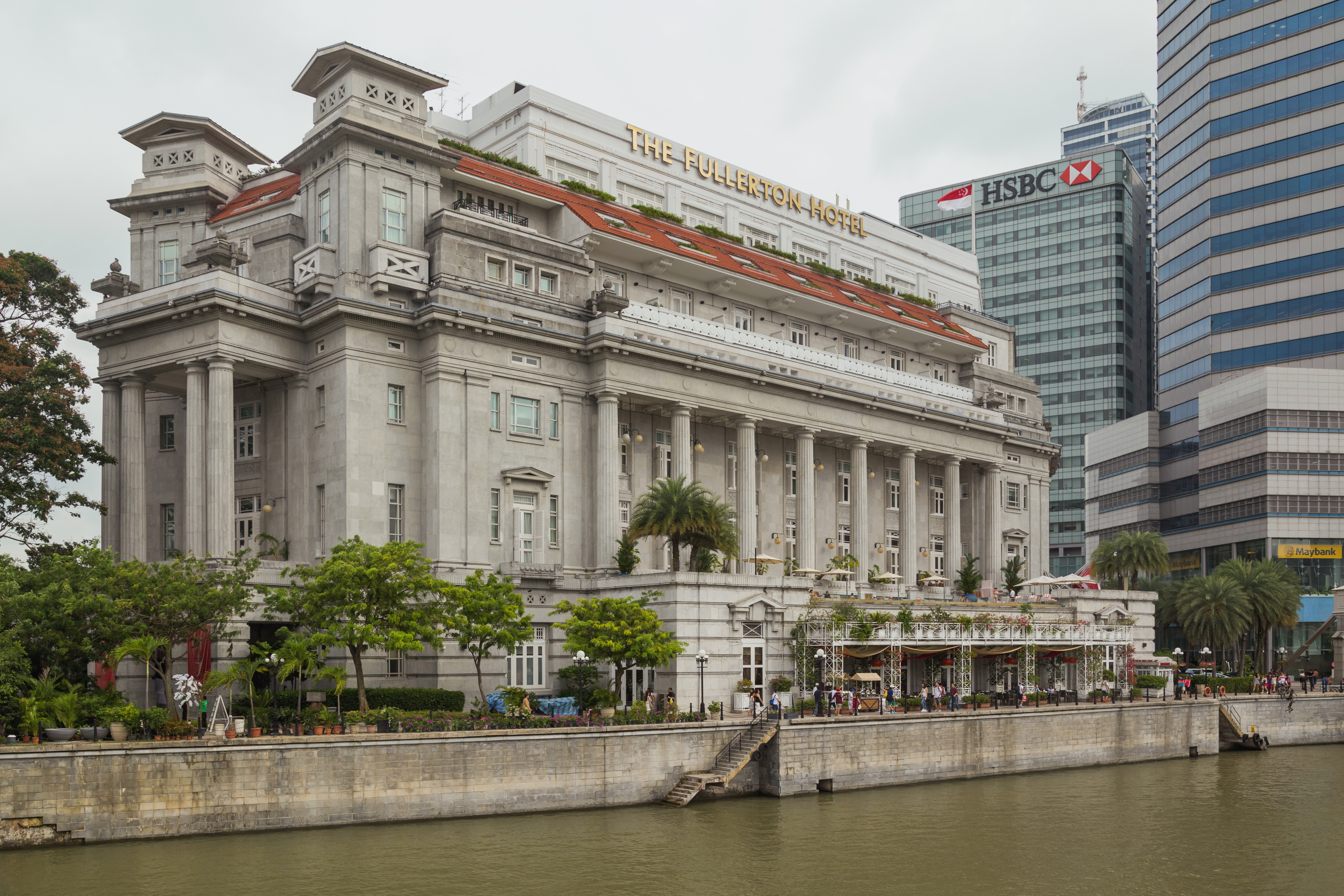
هتل لوکس پنج ستارهٔ فولرتون در مارینا بِی در هستهٔ تجاری سنگاپور.

### فناوری اطلاعات و ارتباطات
فناوری اطلاعات و ارتباطات یکی از ستون‌های موفقیت سنگاپور است. این در حالی است که شبکهٔ عظیم ارتباطات از جمله شبکه‌های تلویزیونی و تلفنی توسط دولت اداره می‌شوند. هنگامی که سنگاپوری‌ها برای اولین بار آنلاین شدند می‌توانستند از امکان تماس تصویری برای ارتباط با یکدیگر استفاده کنند اما این قابلیت تنها به ارتباطات داخل سنگاپور محدود بود. نشریاتی چون وال‌استریت ژورنال سانسور می‌شد.
که برای متوسط یک فرد نیمه متخصص رشته آی تی به‌طور میانگین ۱۱ هزار دلار سنگاپور حقوق دریافت می‌کند.
در دهه ۱۹۹۰ از اصطلاح «جزیرهٔ هوشمند» برای اشاره به سنگاپور استفاده می‌شد چون این جزیره خیلی سریع توانست خود را با دنیای اینترنت وفق دهد. این اصطلاح در مقالهٔ ویلیام گیبسون با عنوان «دیزنی‌لندی با حکم اعدام» در سال ۱۹۹۳ مورد اشاره قرار گرفت.
مجمع جهانی اقتصاد در گزارش فناوری جهانی ۲۰۱۵، سنگاپور را به عنوان «فناوری‌پذیرترین کشور» معرفی کرد. این گزارش جامع‌ترین نظرسنجی در این خصوص است و معیار آن فراگیری و شبکه‌پذیری یک کشور به‌لحاظ داشتن زیرساخت لازم در بازار، دنیای سیاست و تنظیم مقررات ارتباطی است. سنگاپور از سال ۲۰۰۹ تا ۲۰۱۳ و سپس در ۲۰۱۵ در رتبه‌بندی دولت الکترونیک که توسط دانشگاه واسدا انجام می‌شود نیز توانست رتبه نخست را احراز کند.
ضریب نفوذ گوشی‌های هوشمند در سنگاپور طبق تحقیق شرکت دیلویت در سال ۲۰۱۴ ۸۹٪ و طبق اطلاعات مصرف‌کنندگان گوگل ۸۵٪ بوده است و به این ترتیب این کشور در آن سال بیشترین ضریب نفوذ در این زمینه را داشته است. به ازای هر ۱۰۰ نفر در سنگاپور ۱۴۸ تلفن همراه وجود دارد.
اینترنت در سنگاپور توسط شرکت دولتی سینگ‌تل و شرکت‌های نیمه‌دولتی استارهاب و ام‌وان لیمیتد و همچنین چند شرکت فراهم‌کننده اینترنت دیگر عرضه می‌شود که طبق اطلاعات ۲۰۱۵ خدمات اینترنتی تا حد ۲ گیگابیت در ثانیه به مصرف‌کنندگان خانگی ارائه می‌دهند.
شرکت ایکوینیکس (با ۳۳۲ شریک) و همچنین برادر کوچکتر آن به نام شرکت تبادل اینترنت سنگاپور (با ۷۰ شریک) نقاط تبادل اینترنت در سنگاپور هستند که از طریق آن‌ها مراکز ارائه‌دهنده خدمات اینترنتی (ISPs) و شبکه‌های تحویل محتوا (CDNs) می‌توانند ترافیک اینترنت را بین شبکه‌های خود تبادل کنند.

### ترابری
از آنجا که سنگاپور جزیره‌ای کوچک با تراکم جمعیت بالاست، شمار خودروهای شخصی در آن به منظور کنترل ترافیک و کاهش آلودگی به شدت محدود می‌شود. خریداران خودرو باید یک و نیم برابر بیشتر از قیمت خودرو در بازار، صرف عوارض کنند. همچنین ایشان باید برای کسب مجوز لازم برای مالکیت یک خودرو به طول یک دهه، در مزایده شرکت نمایند که در آن مجوز لازم به بالاترین رقم‌های پیشنهادشده فروخته می‌شود. با بهایی که خریداران برای این مجوز پرداخت می‌کنند می‌توان در ایالات متحده یک پورشه باکستر/کایمن خرید. قیمت خودرو در سنگاپور نسبت به دیگر کشورهای انگلیسی‌زبان به طرز چشمگیری بیشتر است. همچنین لازم است ذکر شود که در سنگاپور هم مانند دیگر کشورهای هم‌سود وسائط حمل و نقل و مردم از سمت چپ معابر رفت‌وآمد می‌کنند.
ساکنان سنگاپور برای رفت‌وآمد در شهر به غیر از خودروهای شخصی معمولاً از اسکوتر برقی، دوچرخه، اتوبوس، تاکسی و مترو استفاده می‌کنند. دو شرکت حمل و نقل قطارهای شهری و چهار شرکت ترابری اتوبوسی در سنگاپور وجود دارند. شرکت‌های اتوبوس‌رانی برای به دست گرفتن معابر بیشتر باید در مزایده شرکت کنند. همچنین در سنگاپور شش شرکت تاکسی‌رانی فعالیت می‌کند که در کل ۲۸۰۰۰ تاکسی در اختیار دارند. از آنجا که کرایهٔ تاکسی در این کشور نسبت به دیگر کشورهای توسعه‌یافته نسبتاً ارزان‌تر است، استفاده از آن نیز با استقبال مردمی مواجه شده است.
طول شبکهٔ جاده‌ای سنگاپور ۳٬۳۵۶ کیلومتر است که از این میزان ۱۶۱ کیلومتر را بزرگراه‌ها تشکیل می‌دهند. طرح اعطای مجوز عبور و مرور در سنگاپور که در سال ۱۹۷۵ در این کشور اجرا شد نخستین طرح ترافیک در جهان به‌شمار می‌رود. در این طرح به غیر از تعیین محدودهٔ طرح ترافیک، سخت‌گیری در اعطای مجوز مالکیت خودرو و بهبود ترابری انبوه نیز پیش‌بینی شده بود. در سال ۱۹۹۸ پرداخت عوارض عبور از معابر به صورت الکترونیکی درآمد. در همین سال شناسایی الکترونیکی و فناوری نظارت ویدئویی به اجرا درآمد.
سنگاپور یکی از اصلی‌ترین مراکز تبادل سفر در آسیا است چون در منطقه‌ای واقع شده که از پررفت‌وآمدترین مناطق دریایی و هوایی تلقی می‌شود. فرودگاه چانگی سنگاپور از مراکز هوایی جنوب شرق آسیا و ایستگاهی در راه کانگارو بین سیدنی و لندن است.
هشت فرودگاه در سنگاپور وجود دارد که هفت تای آن‌ها برای همگان در دسترس نیستند:
- فرودگاه سلتر
- فرودگاه کالنگ
- پایگاه هوایی پایا لبار
- پایگاه هوایی تنگاه
- پایگاه هوایی سمبونگ
- پایگاه هوایی چانگی
- پایگاه هوایی چانگی شرقی
- فرودگاه چانگی سنگاپور

فرودگاه چانگی سنگاپور میزبان شبکه‌ای به وسعت ۱۰۰ شرکت هواپیمایی است که سنگاپور را به ۳۰۰ شهر جهان در ۷۰ کشور و سرزمین متصل می‌کنند. مجله‌های سیر و سفر این فرودگاه را به عنوان بهترین فرودگاه جهان رده‌بندی کرده‌اند. اسکای‌ترکس نخستین مجله‌ای بود که در سال ۲۰۰۶ این کار را کرد. هواپیماهای حامل پرچم سنگاپور به شرکت سنگاپور ایرلاینز تعلق دارند.
بندر سنگاپور که توسط شرکت‌های پی‌اس‌ای اینترنشنال و جورونگ پورت مدیریت می‌شود، در سال ۲۰۰۵ دومین بندر شلوغ دنیا از لحاظ تناژ رده‌بندی شد به طوری که ظرفیت ناخالص آن ۱٫۱۵ میلیارد بود. ظرفیت ترافیک کانتینری آن هم ۲۳٫۲ میلیون TEU است. این بندر پس از بندر شانگهای دومین بندر شلوغ دنیا محسوب می‌شود به طوری که ۴۲۳ میلیون تن را رد و بدل می‌نماید. همچنین این بندر دومین بندر جهان از لحاظ ترافیک بارگیری کشتی و نخستین بندر دنیا از حیث میزان سخت‌گیری کشتی‌ها است.

### مترو
متروی سنگاپور در سال ۱۹۸۷ تأسیس شده و هم‌اکنون دارای ۵ خط و ۱۰۲ ایستگاه می‌باشد.

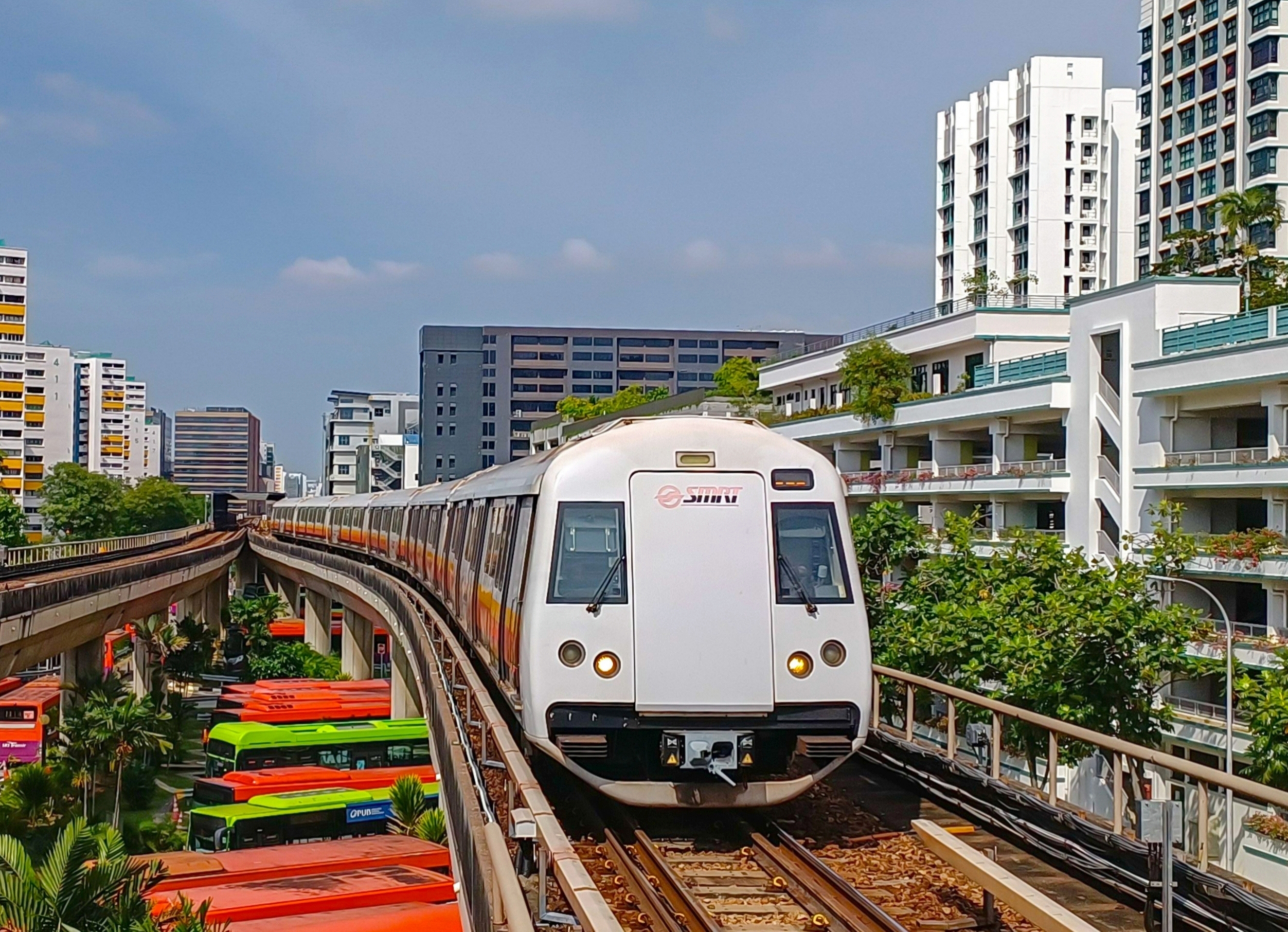

## دانشگاه‌ها
دانشگاه صنعتی نانیانگ (NTU) با وسعت ۲۰۰ هکتار و سرمایه‌گذاری مالی ۹۱۴ میلیون دلار در جنوب غربی کشور سنگاپور واقع شده است. این دانشگاه دارای ۱۱۰۰ عضو هیئت علمی، ۳۷۳۹ پرسنل اداری-پژوهشی و ۲۸۹۴۹ دانشجو است که از این تعداد دانشجو ۸۷۴۳ نفر در سطح تحصیلات تکمیلی مشغول به تحصیل می‌باشند. بر طبق آمار رسمی و رتبه‌بندی‌های معتبر بین‌المللی این دانشگاه از برترین‌های دنیا در زمینه‌های مختلف علمی می‌باشد:
رتبه جهانی ۶۱ در کل رشته‌ها (رتبه ۱۰ در آسیا) و رتبه ۲۹ در علوم مهندسی در رتبه‌بندی مؤسسه تایمز در سال ۲۰۱۴
رتبه ۸ در دنیا از نظر ارجاعات مقالات علمی ISI در دنیا در علوم مهندسی در سال ۲۰۰۹
در زمینه آموزش و پژوهش دوره دکتری این دانشگاه دارای تبادلات مشترک بین‌المللی با سایر دانشگاه‌های تراز اول جهان است. به عنوان نمونه می‌توان به دوره مشترک دکتری و فوق دکتری این دانشگاه با مؤسسه فناوری ماساچوست (MIT)اشاره کرد.
- دانشگاه ملی سنگاپور
- مجموعه دانشگاه‌های جیمزکوک
- دانشگاه مدیریت سنگاپور
- دانشگاه طراحی و مهندسی سنگاپور